# Weingarten (Baden)
Weingarten (Baden) är en kommun och ort i Landkreis Karlsruhe i regionen Mittlerer Oberrhein i Regierungsbezirk Karlsruhe i förbundslandet Baden-Württemberg i Tyskland.